# Burg Strechau

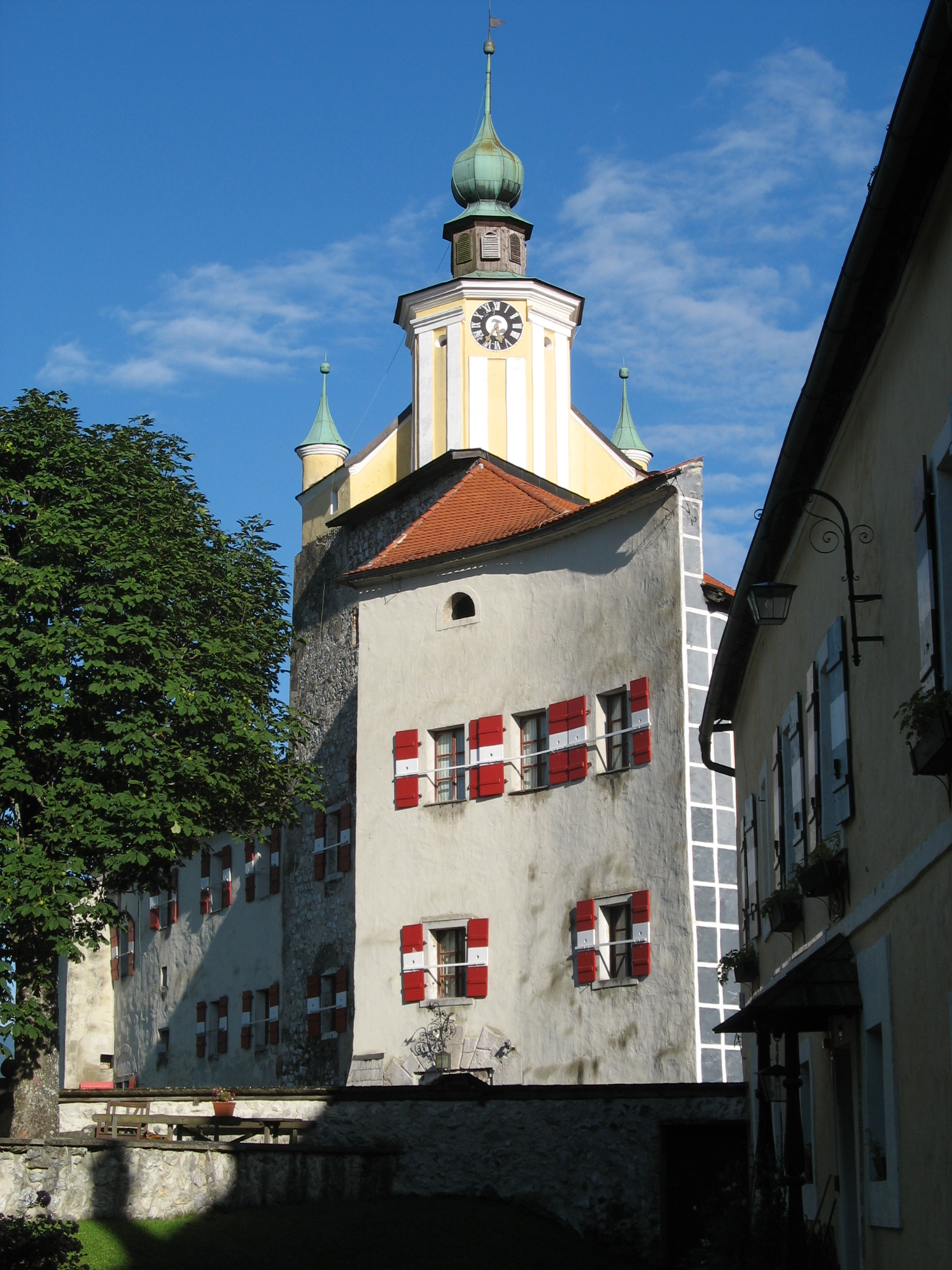
Burg Strechau, Uhrturm

Die Burg Strechau, auch Schloss Strechau genannt, ist eine Höhenburg im Ortsgebiet der Gemeinde Lassing im Ortsteil Burgfried und die zweitgrößte Burg der Steiermark. Zwar liegt die Burg im Gemeindegebiet von Lassing, trägt aber denselben Namen wie der Rottenmanner Stadtteil Strechau, wobei unbekannt ist, ob nun die Burg nach dem Ort oder umgekehrt benannt wurde.

## Frühgeschichte
Etwa in der zweiten Hälfte des 11. Jahrhunderts entstand am Burgberg von Strechau der erste Wehrbau. Wahrscheinlich bestand er nur aus einem Turm.
Ab etwa 1120 saßen Mitglieder eines Geschlechts, das sich „von Strechau“, auch „von Winklern“ oder „von Ennstal“ nannte, als Burggrafen auf Strechau. Zu Beginn des 13. Jahrhunderts folgten als Inhaber die Gebrüder Rudolf und Konrad von Trenstein (auch „von Kindberg“).
Die Burg gehörte zu dieser Zeit dem Erzbischof von Salzburg, die Trensteins verwalteten sie als Lehen in seinem Namen. Zu dieser Zeit wurden auch zwei Burgen auf dem Berg erwähnt, eine obere und eine untere Burg.
1282 fiel Strechau an Herzog Albrecht I. Sie wurde so landesfürstlich und vom Abt von Admont verwaltet. Bis ins 15. Jahrhundert wechselten häufig die Inhaber der Herrschaft.

## Reformationszeit und Verkauf an das Stift Admont
Nach weiteren Besitzwechseln verkaufte die Familie von Mosheim die Burg 1528 an Hanns Hofmann von Grünbühel. Die Hofmanns liehen Kaiser Ferdinand I. zur Ungarnabwehr Geld und gaben ihr Silbergeschirr zur Prägung neuer Münzen. Dafür verpfändete der Kaiser Hofmann unter anderem die Maut zu Rottenmann und verkaufte ihm Schloss und Herrschaft Strechau zum „rechten, reinen und unverkümmerten Eigentum“.
Die Hofmanns bestellten in den von ihnen verwalteten Pfarren Lassing, Liezen und Oppenberg Prediger aus Nürnberg, um den protestantischen Glauben in diesem Gebiet zu verbreiten. In dieser Zeit wurde auch die Burg umgebaut, ein renaissancehafter Arkadenhof errichtet und die berühmten manieristischen Deckengemälde in der „evangelischen Kapelle“ gemalt.
Im Zuge der Gegenreformation musste die letzte Besitzerin der Burg aus dem Hause Hofmann, Anna Potentiana Jörger, die Burg verkaufen und das Land verlassen. Das Stift Admont übernahm unter Abt Urban Weber (latinisiert „Textor“) die Burg. Während die Burg zum Besitz des Stifts (1629–1892) gehörte, wurden der große Speicher, Stallungen und Verwaltungsgebäude errichtet. Um 1600 entstand der große Festsaal mit barocker Deckenmalerei und Stukkaturen. Um 1650 wurde die barocke „Katholische Kapelle“ errichtet.

## Vom 19. Jahrhundert bis heute
Der admontische Verwalter Anton Stary, ein Freund des Erzherzogs Johann, adaptierte, nach zweimaliger Besetzung durch französische Truppen, einige Räume für persönliche und repräsentative Zwecke des Erzherzogs. Zu dieser Zeit wurde ein sehr schöner Burggarten beschrieben, der sich bis zum Meierhof der Burg erstreckte. Erzherzog Johann traf sich mehrmals mit seiner späteren Ehefrau Anna Plochl auf der Burg und wollte dort auch seine Hochzeit feiern. Diese Absicht scheiterte jedoch an dem Nein seines Bruders, Kaiser Franz I.
Nach dem Jahre 1848 wurde die Verwaltung auf Grund der Aufhebung der Grundherrschaft beendet und die Burg blieb fast 50 Jahre dem Verfall überlassen.
1892 wurde sie vom Wiener Industriellen Julius Hofmeier (* 31. Mai 1857 in Prag, † 30. Oktober 1934 in Graz) angekauft, neu eingerichtet und ein Gutsbetrieb durch Ankauf von angrenzenden Bauerngütern mit einem Meierhof beim Nichtlgut errichtet.
Durch persönliche Schicksalsschläge war Hofmeier gezwungen, die Burg weiterzuveräußern. Adolf Boesch kaufte 1909 die Burg und den Gutsbesitz, der für ihn eine gute Ergänzung seines Guts Süßenbrunn bei Wien war.
In der Zeit der Inflation verlor sein Sohn Adolf Egon Boesch den Besitz und die Stiftung Theresianische Akademie in Wien übernahm ihn. Die Burg blieb jedoch unbenutzt, bis 1938 ein großzügiger Umbau für die Unterbringung einer NAPOLA-Schule (1938–1945) und anschließend eines Kindererholungsheimes erfolgte. Bis 1945 galt die Burg als Reichsbesitz und wurde als Erholungsheim genutzt.
Im Jahr 1979 plante die Theresianische Akademie den Verkauf der heruntergekommenen und fast gänzlich leeren Burg. Zuerst gab es Pläne von Seiten einer amerikanischen Hotelgesellschaft, schließlich kaufte der Enkel des ehemaligen Besitzers Harald Boesch die Burg. Seit damals wird sie vorbildlich renoviert und befindet sich nun im Besitz der Boesch-Privatstiftung.
Seit Mai 2006 ist eine Oldtimerausstellung zu besichtigen. Seit 1978 steht die Burganlage unter Denkmalschutz.

## Bauwerk

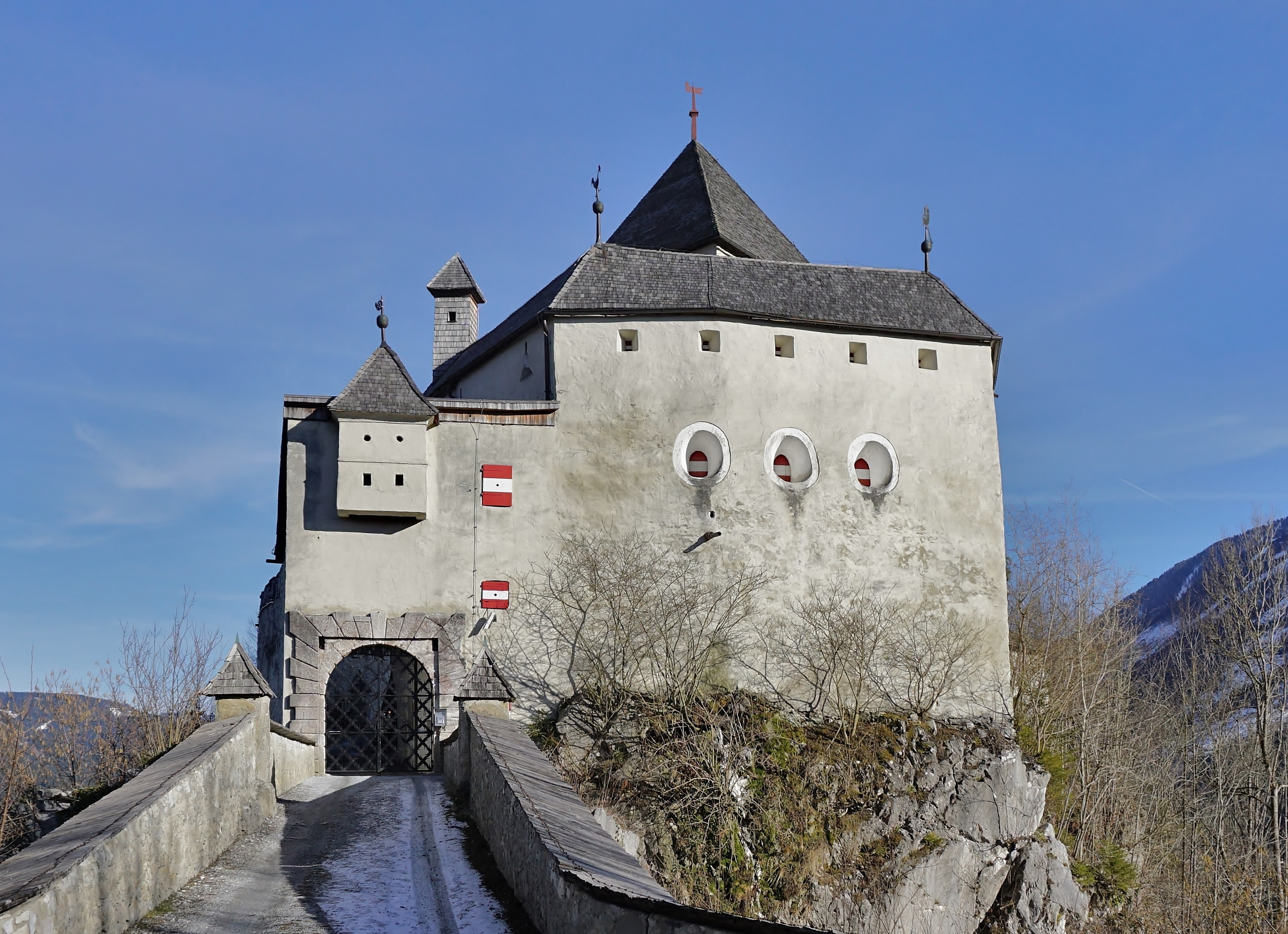
Die Bastei mit dem Burgtor

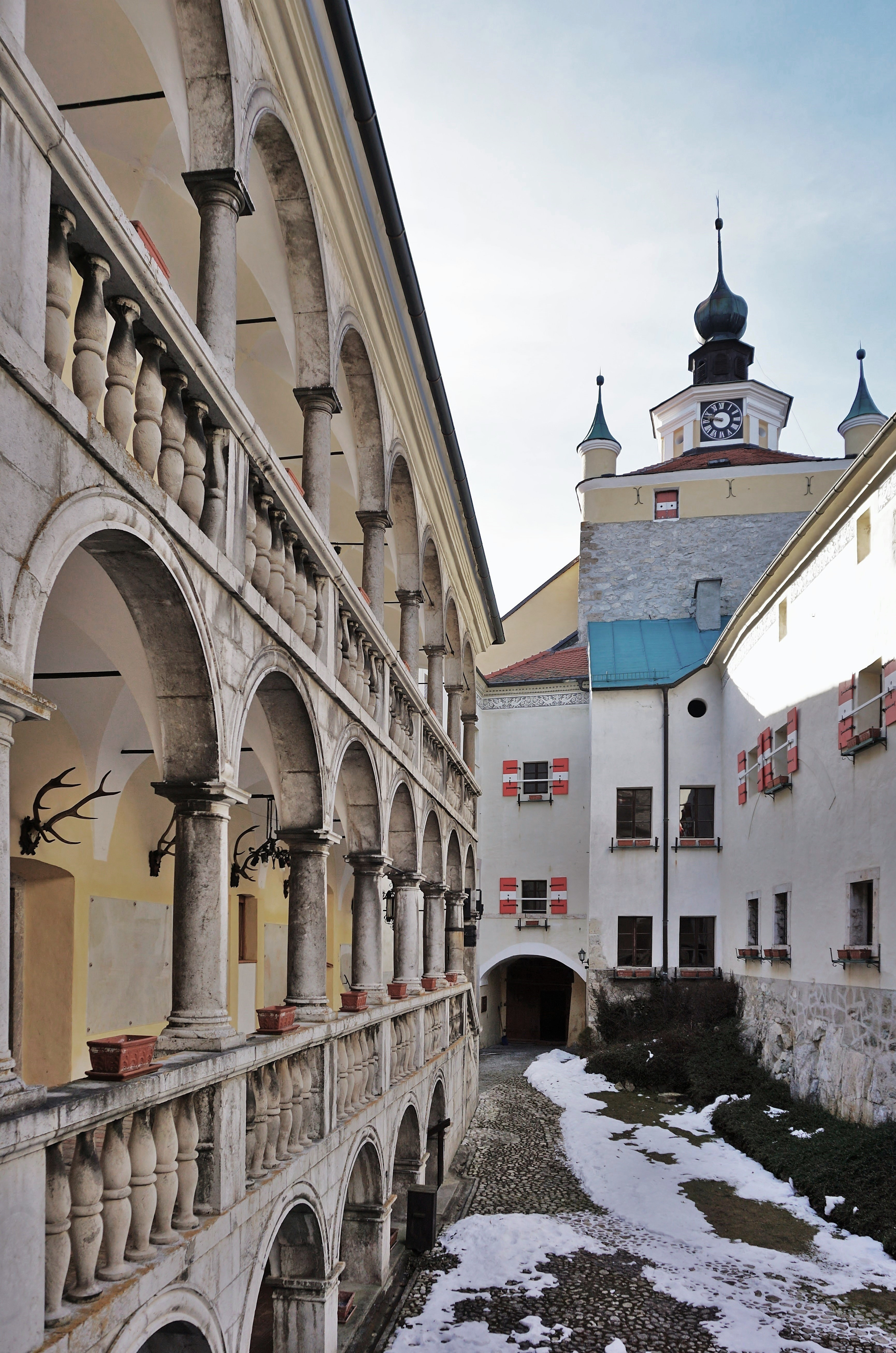
Renaissance-Arkaden im Innenhof

In die Burganlage gelangt man durch das Tor in der ehemaligen Bastei. Über dem Tor befindet sich ein Wehrerker. Hinter den drei ovalen Maueröffnungen der Bastei standen einst Kanonen. Auf dem Schindeldach stehen drei Wetterfahnen. Eine stellt eine auf einem Besen reitende Hexe dar.
Entlang dem folgenden langen Hof liegen ehemalige Stallungen, Wirtschaftsgebäude, ein Pulvermagazin und das Pflegerhaus.
Der innere Burghof beeindruckt durch die dreigeschoßigen Renaissance-Arkaden an der Ost- und Westseite.

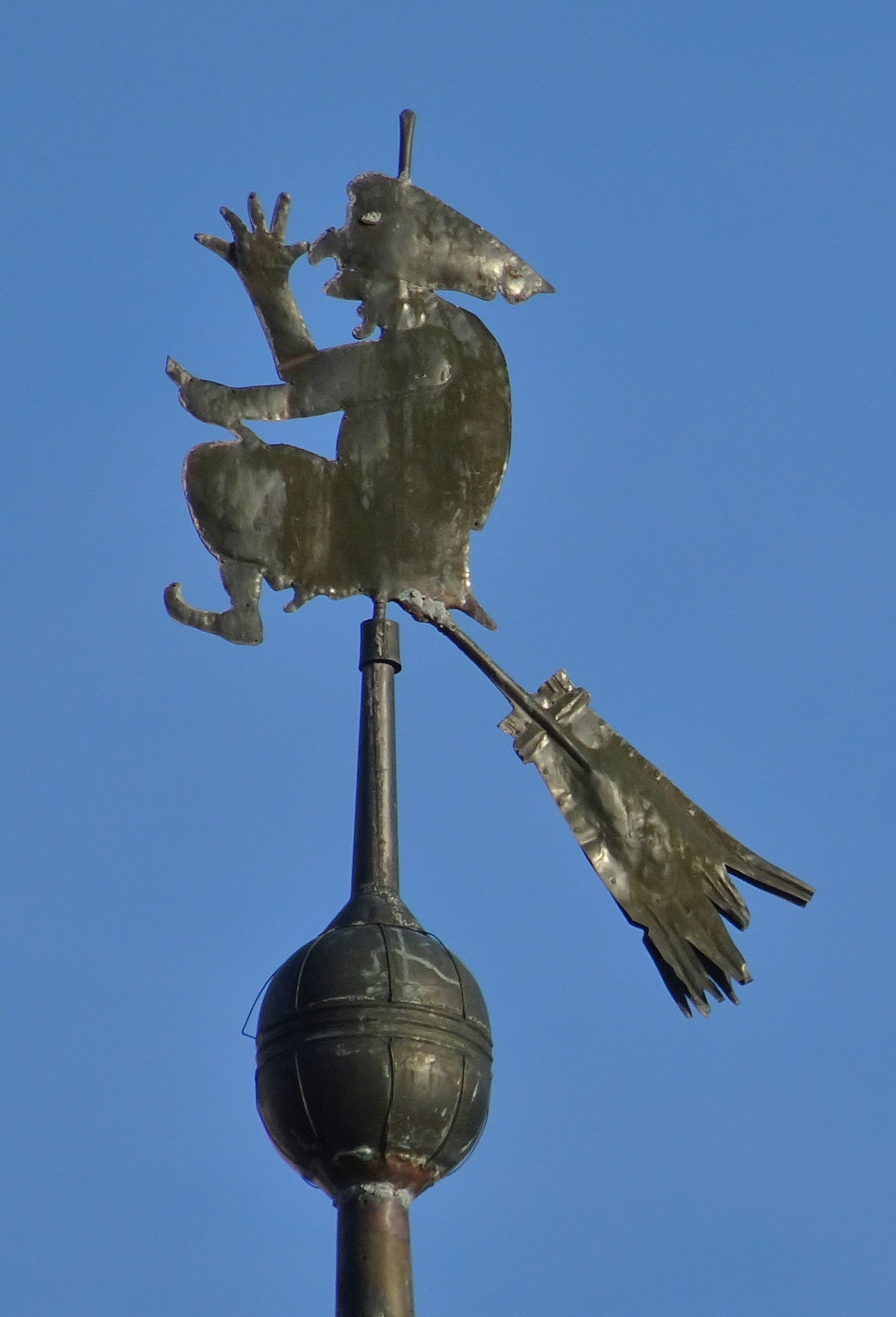
Eine Hexe als Wetterfahne auf der Bastei
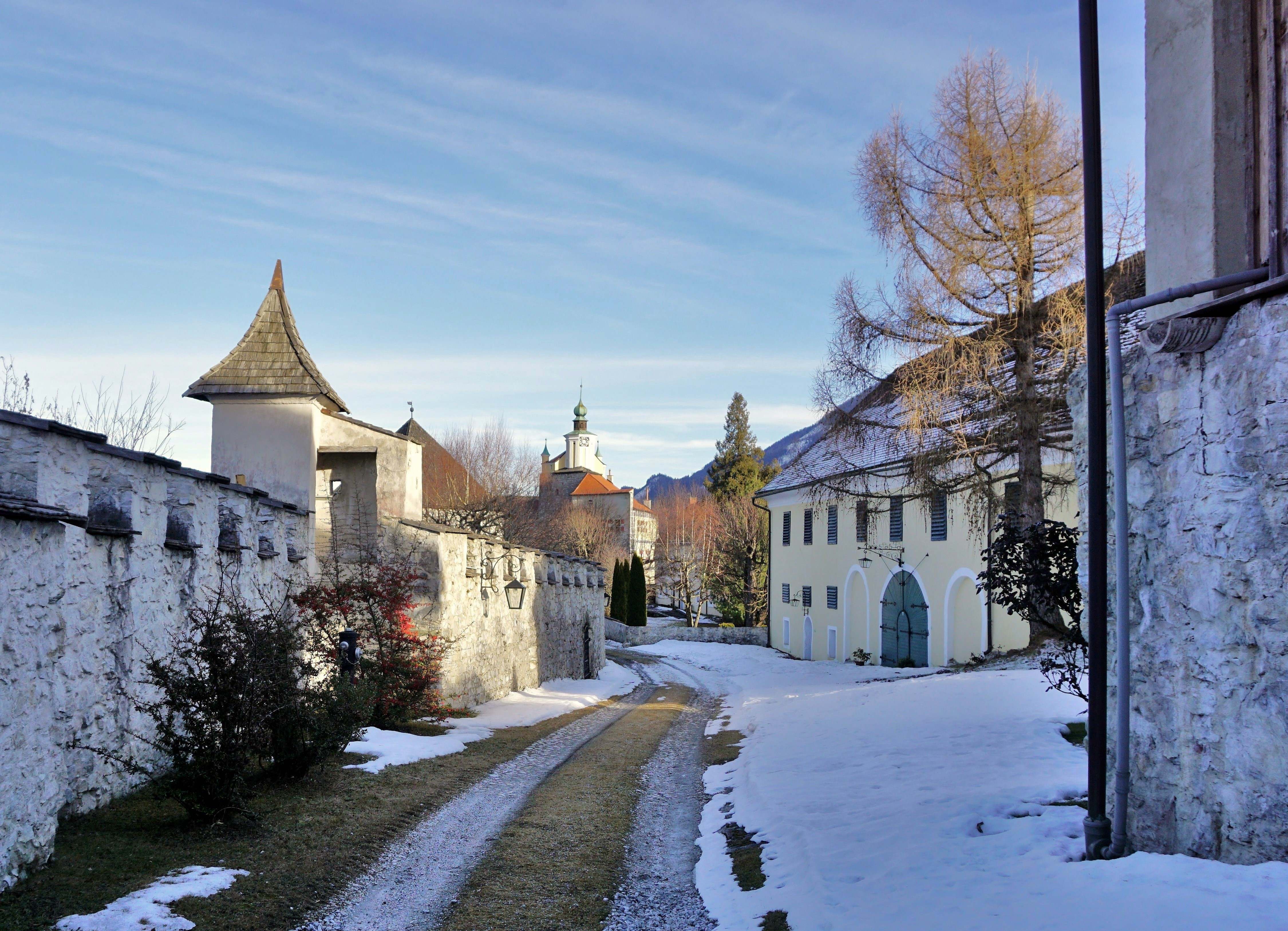
Der Burghof mit Wirtschaftsgebäuden und Pflegerhaus rechts im Bild

Im Schloss sind sehenswürdig
- das Kaiserzimmer
- der ehemalige protestantische Betraum mit Deckenmalereien von 1579, deren theologisches Programm von David Chyträus stammt, sowie
- der Festsaal im zweiten Obergeschoß des Osttraktes. Seine Decke ist durch Stuck und Ölmalerei (1652) mit Darstellung von Szenen aus Ovids Metamorphosen gestaltet. Ein barockes Ölgemälde zeigt das neutestamentliche Gleichnis vom Hochzeitsmahl: Viele sind gerufen, aber wenige auserwählt (Matthäus 22, 1–14).

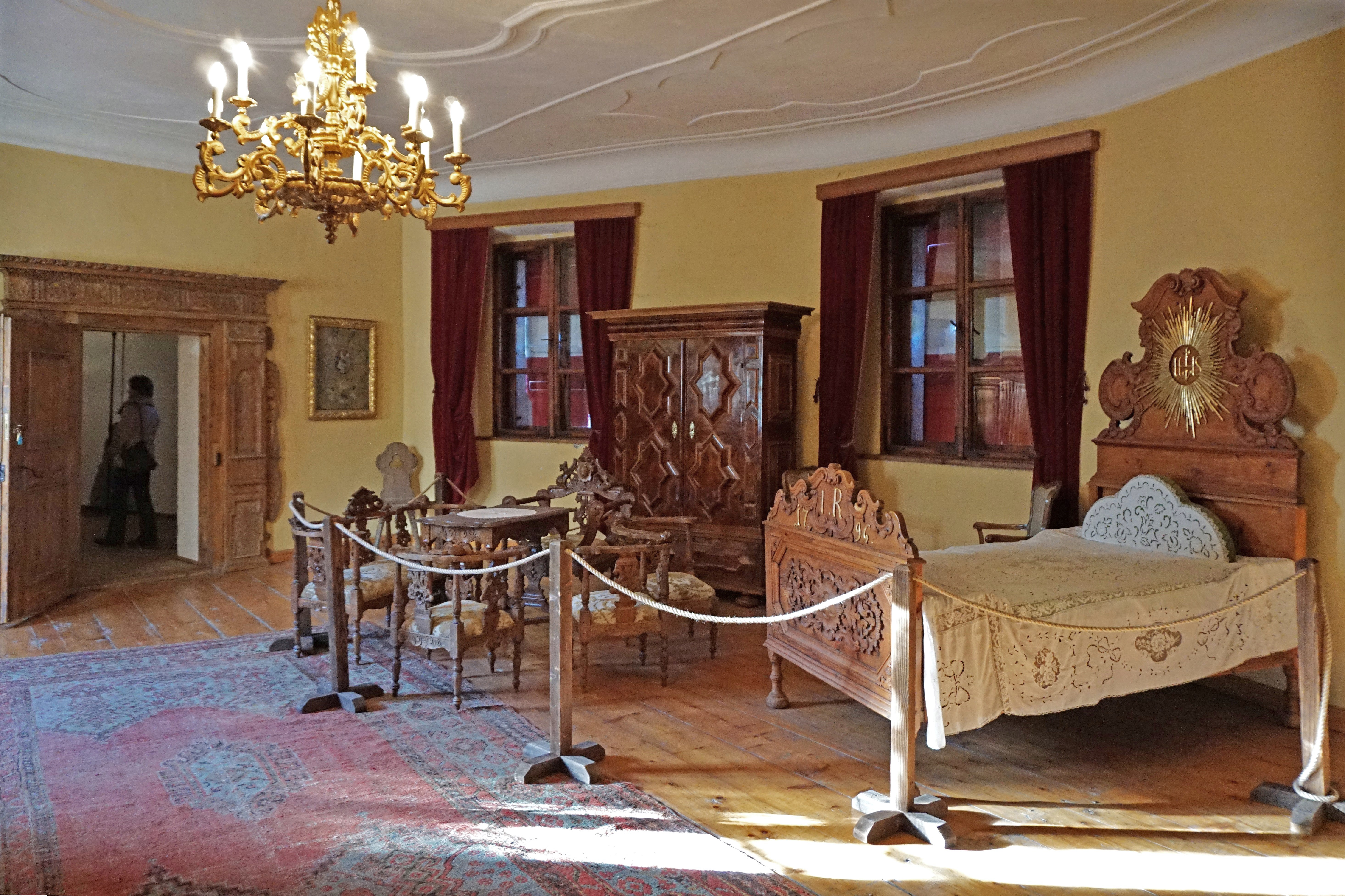
Das Kaiserzimmer
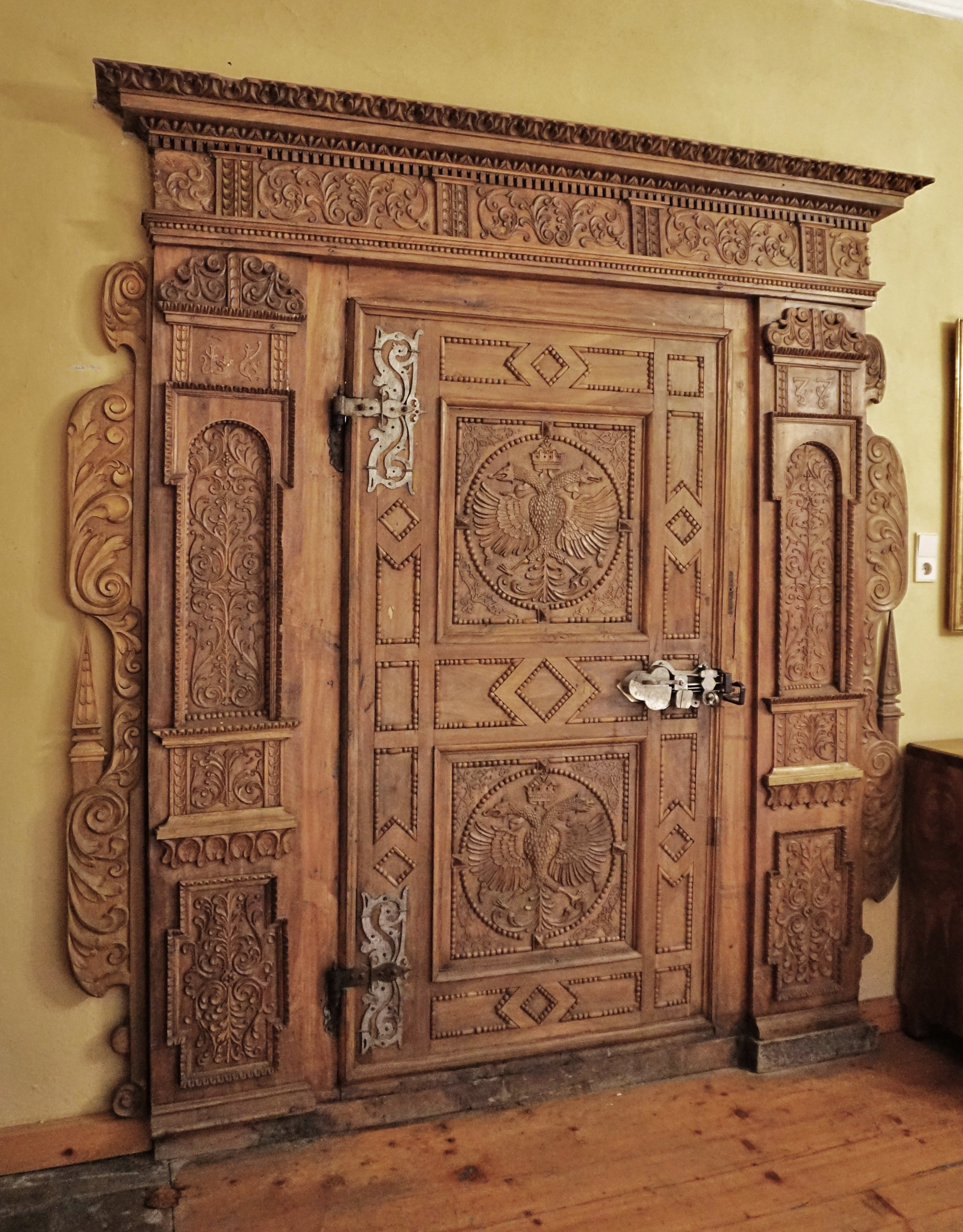
Barocke Tür von 1637 im Kaiserzimmer
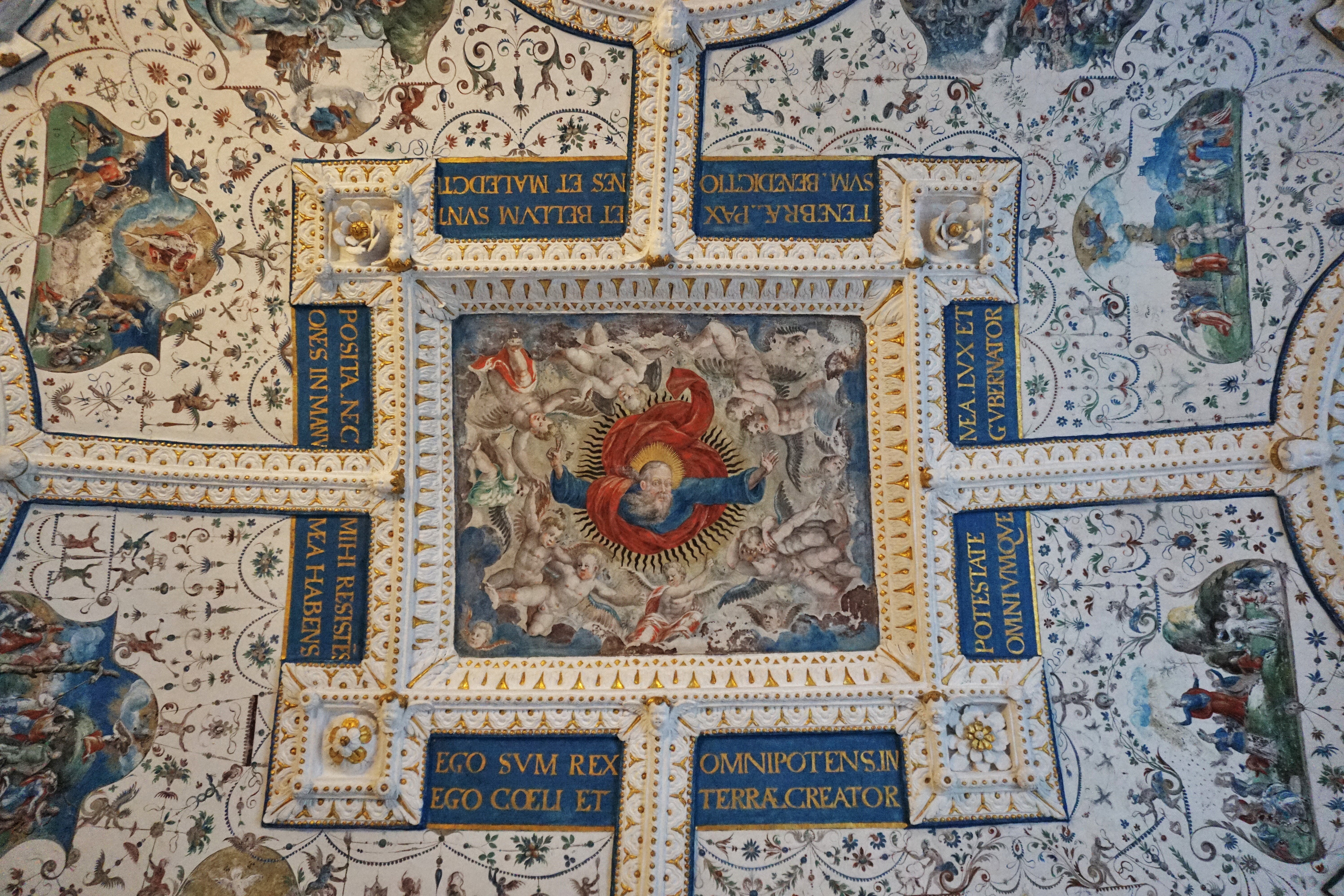
Zentrale Teilansicht der Decke des Betraumes
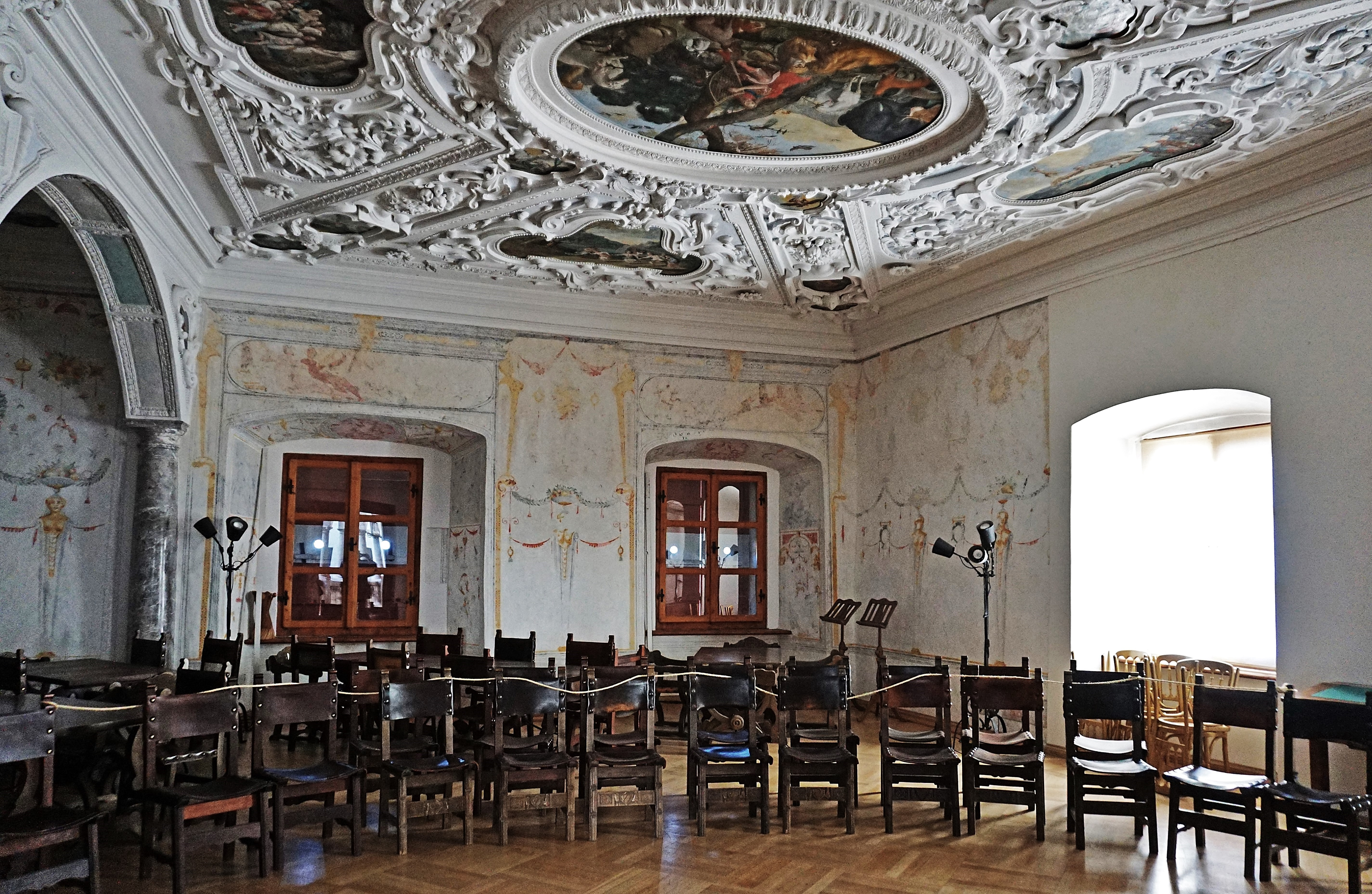
Blick in den Festsaal
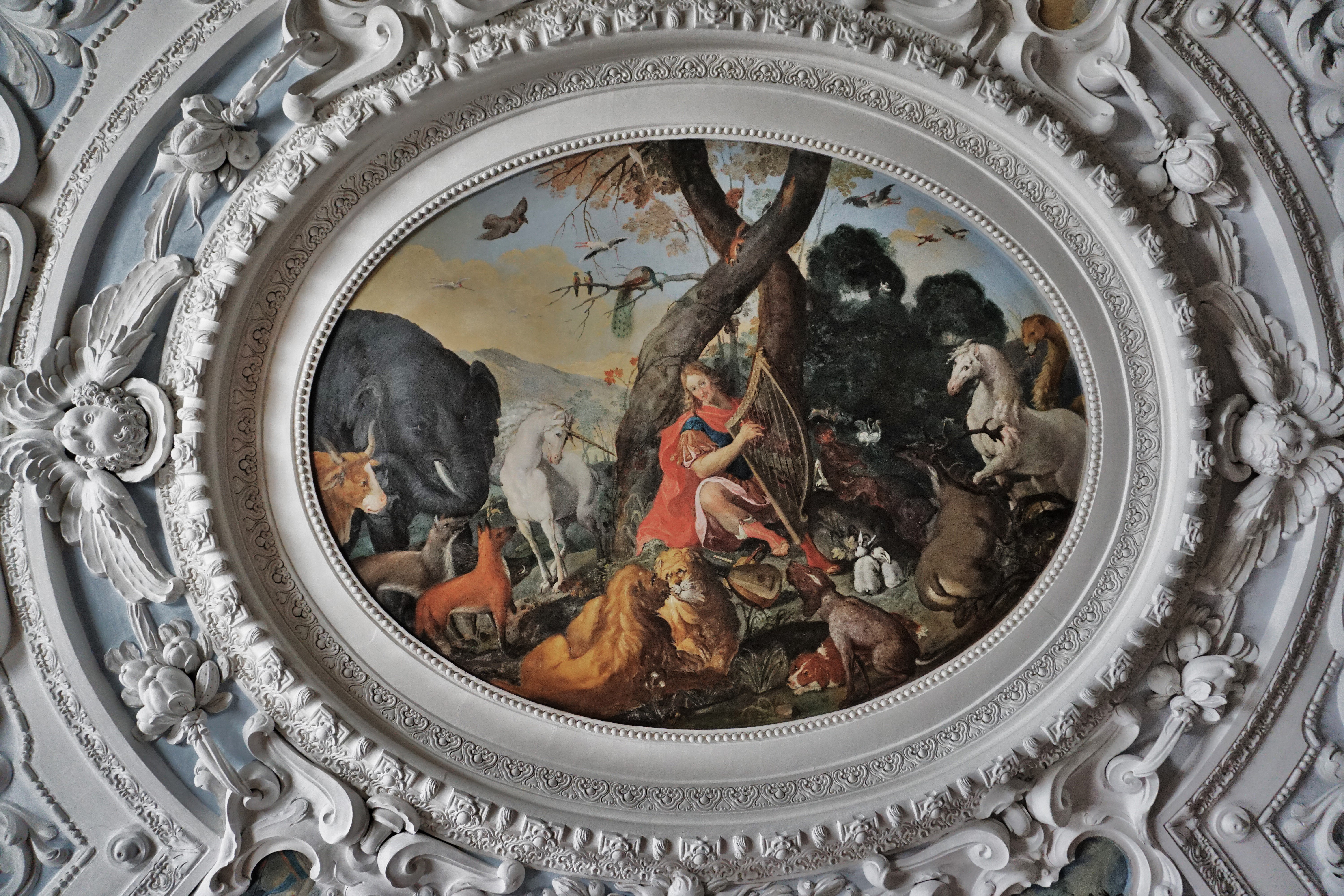
Deckengemälde im Festsaal
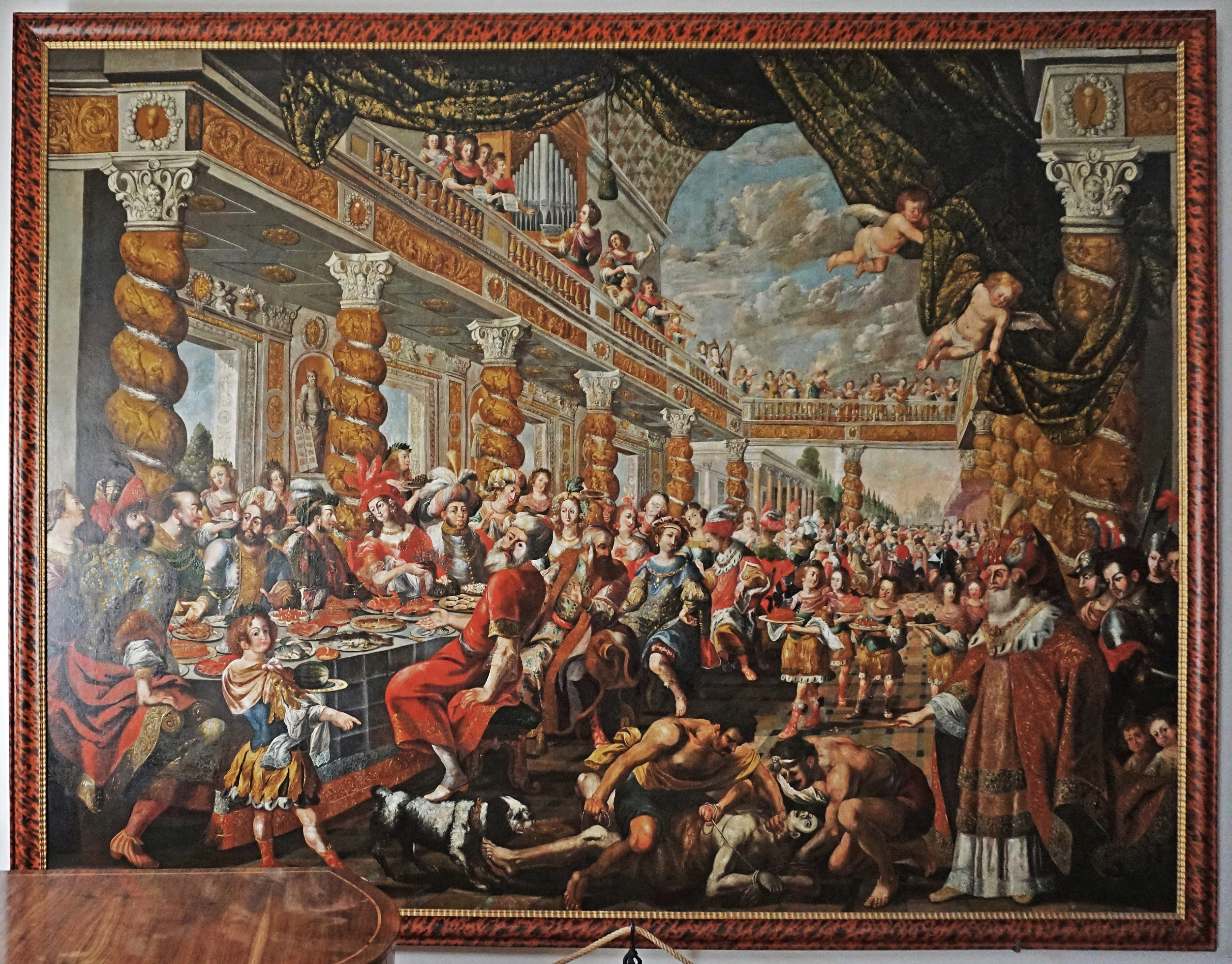
Barocke Darstellung des neutestamentlichen Gleichnisses vom Hochzeitsmahl

### Die Burgkapelle

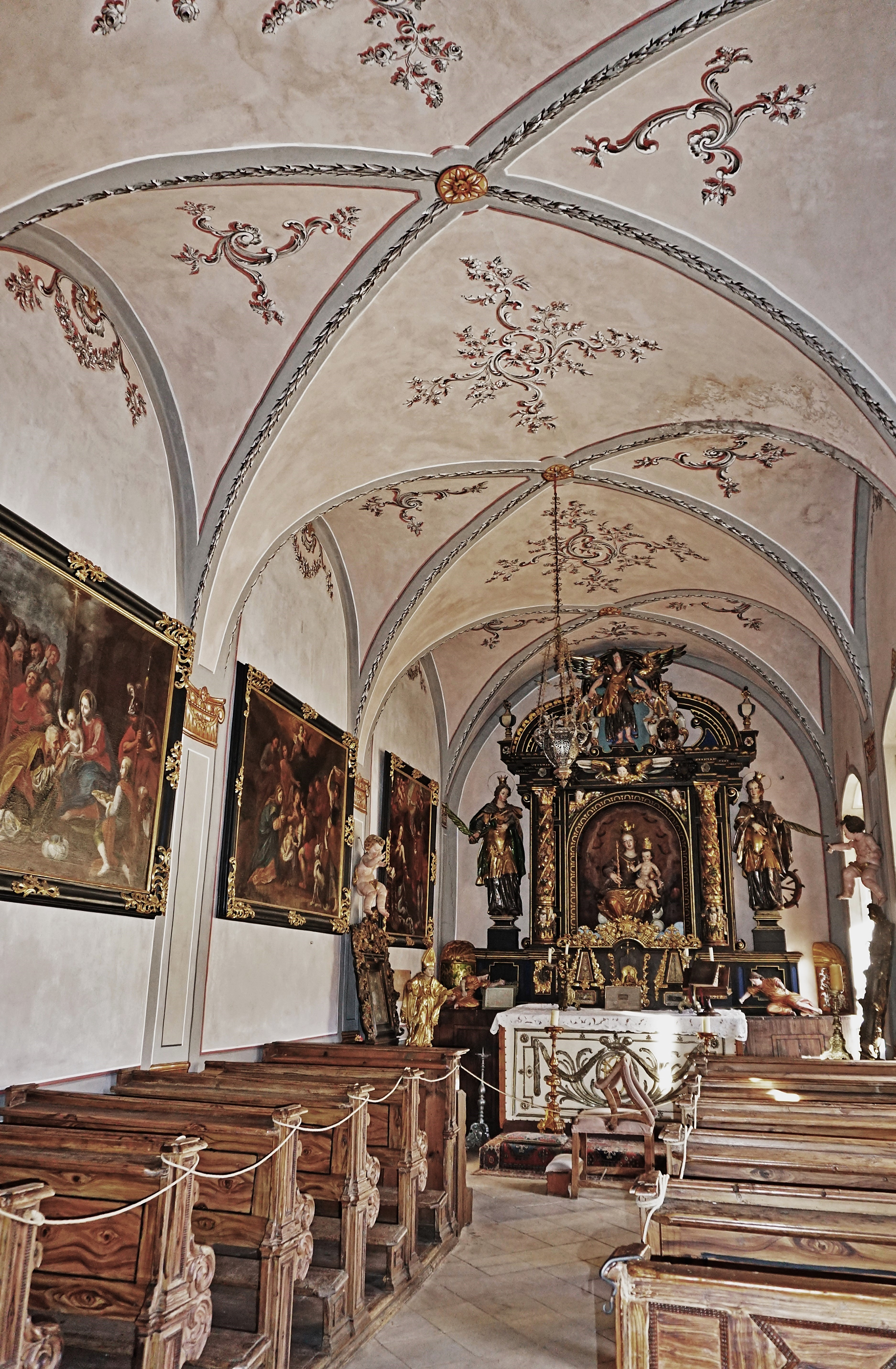
Innenansicht der Kapelle

Die im Südtrakt liegende und von dort aus zugängliche kleine Marienkapelle hat ein vierjochiges Kreuzgratgewölbe. Sie ist barock eingerichtet. Der Altar wird dem Admonter Stiftsbildhauer Georg Remele zugeschrieben und wurde 1637 aufgestellt. Er hat im Schrein als Mittelfigur eine Madonna mit Kind. Assistenzfiguren sind links die hl. Barbara, rechts die hl. Katharina. Im gesprengten Giebel steht der Erzengel Michael.

## Burg Strechau in der Kunst

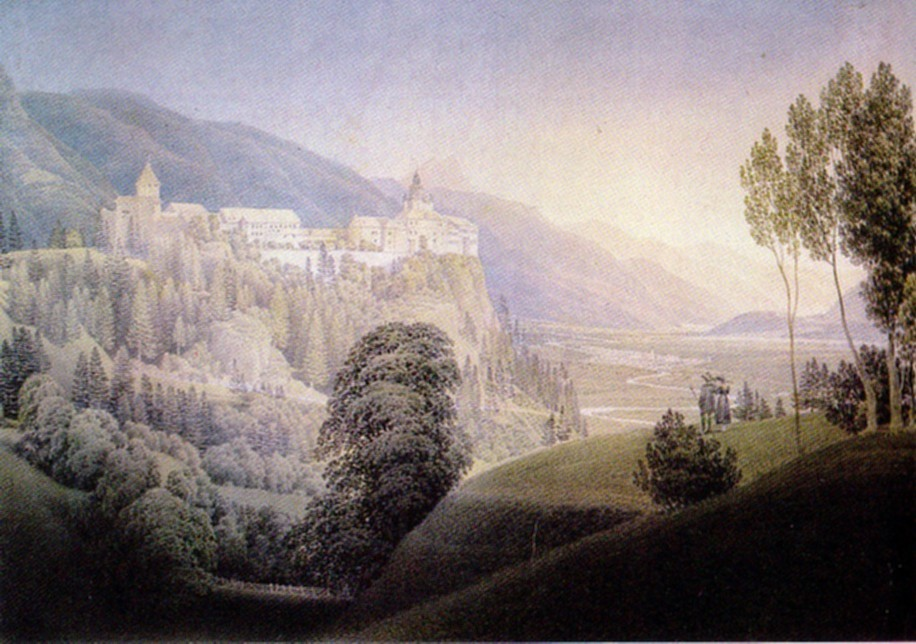
Matthäus Loder: Erzherzog Johann und Anna Plochl – Spaziergang bei Burg Strechau
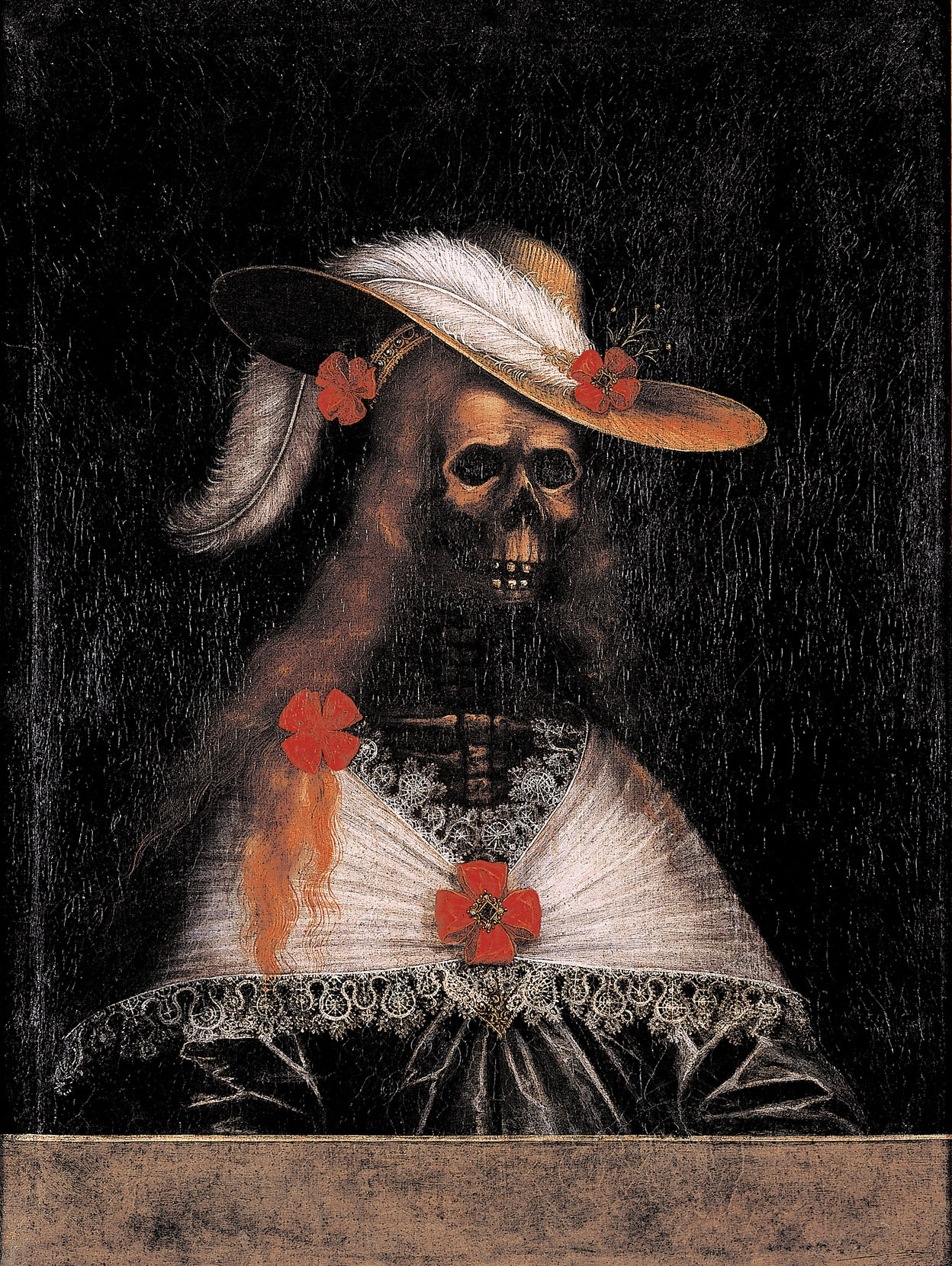
Das „Burgfräulein von Strechau“ (17. Jh., Sammlung Stift Admont)
Der Turm im Wappen von Lassing symbolisiert die Burg Strechau